# Bages (comarca)
Il Bages è una delle 41 comarche della Catalogna, con una popolazione di 169.114 abitanti; suo capoluogo è Manresa.
Amministrativamente fa parte della provincia di Barcellona, che comprende 11 comarche.
Turisticamente ed artisticamente è rilevante la presenza del Monastero di Montserrat.

## Lista dei comuni del Bages
| città                          | superficie | popolazione | densità          |
| ------------------------------ | ---------- | ----------- | ---------------- |
| Aguilar de Segarra             | 42,32 km²  | 235 ab.     | 5,55 ab./km²     |
| Artés                          | 17,82 km²  | 4.949 ab.   | 277,72 ab./km²   |
| Avinyó                         | 63,25 km²  | 2.067 ab.   | 32,68 ab./km²    |
| Balsareny                      | 36,91 km²  | 3.277 ab.   | 88,78 ab./km²    |
| Calders                        | 33,10 km²  | 810 ab.     | 24,47 ab./km²    |
| Callús                         | 12,50 km²  | 1.447 ab.   | 118,16 ab./km²   |
| Cardona                        | 66,70 km²  | 5.232 ab.   | 78,44 ab./km²    |
| Castellbell i el Vilar         | 24,48 km²  | 3.307 ab.   | 135,09 ab./km²   |
| Castellfollit del Boix         | 58,90 km²  | 403 ab.     | 6,84 ab./km²     |
| Castellgalí                    | 17,21 km²  | 1.282 ab.   | 74,49 ab./km²    |
| Castellnou de Bages            | 29,16 km²  | 791 ab.     | 27,13 ab./km²    |
| El Pont de Vilomara i Rocafort | 27,35 km²  | 3.154 ab.   | 115,32 ab./km²   |
| Fonollosa                      | 51,67 km²  | 1.208 ab.   | 23,38 ab./km²    |
| Gaià                           | 39,48 km²  | 157 ab.     | 3,98 ab./km²     |
| L'Estany                       | 10,25 km²  | 393 ab.     | 38,34 ab./km²    |
| Manresa                        | 41,66 km²  | 76.635 ab.  | 1.688,50 ab./km² |
| Marganell                      | 13,52 km²  | 275 ab.     | 20,34 ab./km²    |
| Moià                           | 75,29 km²  | 5.142 ab.   | 68,30 ab./km²    |
| Monistrol de Calders           | 21,96 km²  | 665 ab.     | 30,28 ab./km²    |
| Monistrol de Montserrat        | 11,77 km²  | 2.723 ab.   | 231,35 ab./km²   |
| Mura                           | 47,78 km²  | 220 ab.     | 4,60 ab./km²     |
| Navarcles                      | 5,53 km²   | 5.638 ab.   | 1.019,53 ab./km² |
| Navàs                          | 80,60 km²  | 5.731 ab.   | 71,10 ab./km²    |
| Rajadell                       | 45,53 km²  | 451 ab.     | 9,91 ab./km²     |
| Sallent                        | 65,26 km²  | 7.088 ab.   | 108,61 ab./km²   |
| Sant Feliu Sasserra            | 22,38 km²  | 638 ab.     | 28,51 ab./km²    |
| Sant Fruitós de Bages          | 22,20 km²  | 6.839 ab.   | 308,06 ab./km²   |
| Sant Joan de Vilatorrada       | 16,42 km²  | 10.064 ab.  | 612,91 ab./km²   |
| Sant Mateu de Bages            | 102,93 km² | 665 ab.     | 6,46 ab./km²     |
| Sant Salvador de Guardiola     | 37,15 km²  | 2.753 ab.   | 74,10 ab./km²    |
| Sant Vicenç de Castellet       | 17,12 km²  | 7.737 ab.   | 451,93 ab./km²   |
| Santa Maria d'Oló              | 66,18 km²  | 1.044 ab.   | 15,78 ab./km²    |
| Santpedor                      | 16,60 km²  | 7.037 ab.   | 363,67 ab./km²   |
| Súria                          | 23,61 km²  | 6.202 ab.   | 262,69 ab./km²   |
| Talamanca                      | 29,49 km²  | 117 ab.     | 3,97 ab./km²     |